# Lamprolobium
Lamprolobium es un género de plantas con flores  perteneciente a la familia Fabaceae. Comprende 3 especies descritas y de estas, solo 2 aceptadas.

## Taxonomía
El género fue descrito por George Bentham y publicado en Flora Australiensis: a description . . . 2: 202. 1864.

## Especies
A continuación se brinda un listado de las especies del género Lamprolobium aceptadas hasta septiembre de 2012, ordenadas alfabéticamente. Para cada una se indica el nombre binomial seguido del autor, abreviado según las convenciones y usos.
- Lamprolobium fruticosum Benth.
- Lamprolobium grandiflorum R.J.F.Hend.